# Sarinda marcosi
Sarinda marcosi är en spindelart som beskrevs av Salvador de Toledo Piza Júnior 1937 [1938. Sarinda marcosi ingår i släktet Sarinda och familjen hoppspindlar. Inga underarter finns listade i Catalogue of Life.